# Eublepharis fuscus
Eublepharis fuscus är en ödleart som beskrevs av Börner 1981. Eublepharis fuscus ingår i släktet Eublepharis och familjen ögonlocksgeckoödlor. Inga underarter finns listade i Catalogue of Life.
Arten förekommer i västra Indien. Honor lägger ägg. Utbredningsområdet ligger 50 och 650 meter över havet. Regionen är täckt av skogar och buskskogar. Individerna är nattaktiva, vistas på marken och har skorpioner samt andra leddjur som föda. Nykläckta ungar registrerades i december.
Några exemplar fångas och hölls som sällskapsdjur. Andra individer dödas på grund av arten giftiga bett. Hela populationen anses vara stor. IUCN listar arten som livskraftig (LC).